# Battaglia di Brunete
La battaglia di Brunete (6–25 luglio 1937), combattuta a 24 km, a  ovest di Madrid, è stato un tentativo repubblicano di alleviare la pressione esercitata dai nazionalisti sulla capitale e sul nord durante la guerra civile spagnola. Sebbene inizialmente vi riuscirono, i repubblicani furono costretti a ritirarsi da Brunete e subirono devastanti perdite nella battaglia.

## Preludio
Dopo la presa di Bilbao, il 19 giugno, i repubblicani idearono l'attacco a Brunete per deviare le forze nazionaliste dal nord e consentire ai repubblicani, in fuga, il tempo di riorganizzarsi. Inoltre, Brunete venne scelto anche perché si trovava sulla strada dell'Estremadura e la sua cattura avrebbe reso più difficile, ai nazionalisti, rifornire le loro forze che assediavano Madrid, forse anche costringendoli a ritirarsi. Una volta presa Brunete, e dopo qualche riorganizzazione, il piano era che l'offensiva sarebbe poi proseguita in una seconda fase in direzione di Talavera de la Reina, una mossa che alla fine avrebbe tagliato fuori le forze nazionaliste fuori Madrid. Nello stesso momento in cui sarebbe iniziata l'offensiva su Brunete, un attacco avvolgente sarebbe stato lanciato dalla zona di Carabanchel appena a sud di Madrid.
Da un punto di vista politico, l'offensiva fu scelta a Brunete per soddisfare le richieste comuniste e per dimostrare ai sovietici che gli spagnoli possedevano l'iniziativa militare. In effetti, i consiglieri sovietici premevano per un attacco a Brunete sin dalla primavera del 1937. Inoltre, l'assistenza dell'Unione Sovietica era diminuita a causa del successo del blocco dei porti repubblicani da parte dei nazionalisti. Il primo ministro Juan Negrín aveva bisogno di convincere il premier francese Camille Chautemps che la Repubblica spagnola era ancora capace di un'azione militare dopo le disastrose perdite di Malaga e Bilbao. I repubblicani si aspettavano che una dimostrazione di forza a Brunete avrebbe persuaso la Francia ad aprire la frontiera per le spedizioni di armi.
L'offensiva venne ben preparata e fu preceduta da importanti riorganizzazioni delle forze governative e da un grande afflusso di materiale bellico moderno, principalmente dall'Unione Sovietica. Erano state costituite nove nuove brigate e il numero di mitragliatrici pesanti nelle unità era stato aumentato. I comandanti a livello di battaglione e superiori erano spesso ben qualificati per i loro compiti, mentre i comandanti di compagnia e di plotone spesso mancavano di esperienza. L'offensiva era intesa come un attacco a sorpresa, e i nazionalisti infatti furono colti alla sprovvista, nonostante "da tre mesi se ne parlasse nei caffè della Repubblica".
Il terreno su cui si doveva combattere la battaglia era piuttosto collinoso, con molte creste e piccole insenature, ma per la maggior parte aperto, e quindi accessibile ai nuovi carri armati sovietici repubblicani, che sarebbero stati utilizzati per la prima volta.

## I combattenti

### Repubblicani
Il generale Miaja comandava inizialmente due corpi dell'esercito repubblicano spagnolo.
- V Armata comandata dal colonnello Juan Modesto con circa 22 000 uomini (tra cui cinque delle Brigate internazionali) e 100 carri armati: 
  - 11ª divisione, guidata da Enrique Líster
  - 35ª divisione, guidata da Karol Świerczewski
  - 46ª divisione, guidata da El Campesino
- XVIII Corpo d'armata comandato inizialmente dal colonnello Enrique Jurado e successivamente da Segismundo Casado con circa 20 000 uomini: 
  - 10ª divisione, guidata dal maggiore José Maria Enciso
  - 15ª divisione, guidata dal colonnello Janos "Gal" Galicz
  - 34ª divisione, guidata dal colonnello Francisco Galán

In riserva c'erano la 14ª divisione di Cipriano Mera, la 45ª divisione del generale Kléber e la 69ª divisione di Gustavo Duran. Le forze di riserva erano composte da circa 25 000 uomini e 40 carri armati.

### Nazionalisti
Il luogo dell'offensiva era stato scelto bene. Inizialmente ad affrontare l'attacco repubblicano non fu una continua linea di difesa nazionalista ma (come in molte parti della Spagna nella fase iniziale della guerra) una serie di avamposti nei villaggi, tutti difesi da piccoli distaccamenti in grado di prendere il terreno tra gli avamposti sotto il fuoco laterale. Questa parte del fronte faceva parte dell'Esercito nazionalista del Centro sotto il comando del generale Andrés Saliquet Zumeta. Tuttavia, poco dopo l'inizio della battaglia, il comando generale fu trasferito al generale José Enrique Varela. Le unità che combatterono durante la battaglia furono:
- VII corpo d'armata comandato dal generale Varela, composto da: 
  - 71ª divisione, guidata dal colonnello Ricardo Serrador Santés, composta principalmente da falangisti e circa 1 000 marocchini
- I corpo d'armata comandato durante la battaglia dal colonnello Juan Yagüe Blanco e comprendente: 
  - 11ª divisione, guidata dal generale José Iruretagoyena Solchaga
  - 12ª divisione, guidata dal generale Carlos Asensio Cabanillas
  - 13ª Divisione, guidata dal generale Fernando Barrón y Ortiz
  - 14ª divisione, guidata dal colonnello Juan Yagüe Blanco

Al fronte furono trasferite la 150ª divisione guidata dal generale Sáenz de Buruaga, la 4ª brigata di Navarra guidata dal colonnello Juan Bautista Sánchez e la 6ª brigata di Navarra guidata dal colonnello Alonso Vega.

## Offensiva repubblicana

### 6 luglio
I primi attacchi iniziarono già nella notte tra il 5 e il 6 luglio, con le forze repubblicane che, al riparo dell'oscurità, penetrarono in profondità nelle sottili linee nazionaliste. All'alba del 6 luglio, i repubblicani bombardarono le posizioni nazionaliste usando l'artiglieria e la potenza aerea, oltre a bersagli nelle retrovie, compreso il quartier generale nazionalista locale a Navalcarnero. Immediatamente dopo il bombardamento, l'undicesima divisione repubblicana comandata da Líster avanzò di 8 km e circondò Brunete. Le forze nazionaliste furono completamente colte di sorpresa, e fu solo quando iniziarono gli attacchi mattutini che si resero conto della piena portata dell'operazione repubblicana. Brunete cadde ai repubblicani entro mezzogiorno.
I nazionalisti assegnarono il comando generale della battaglia al generale Varela. Durante la mattinata tutti gli effettivi disponibili vennero portati velocemente a sostegno della prima linea vacillante, incluso personale locale, ospedali da campo e unità di rifornimento, e a mezzogiorno la 12ª, 13ª e 150ª Divisione insieme a parti della Legione Condor erano in viaggio per aiutare a rafforzare la difesa.
Più tardi, quello stesso giorno, gli attacchi repubblicani della 34ª e della 46ª divisione, sui fianchi dell'11ª divisione di Líster, si bloccarono dopo aver incontrato una feroce resistenza da parte dei nazionalisti e costrinsero Líster a fermare la sua avanzata a sud di Brunete. Fermati anche i tentativi delle forze repubblicane di allargare le distanze attaccando verso ovest, davanti a Quijorna. L'assalto a Quijorna fu poi rinforzato dai carri armati e dal supporto sia dell'artiglieria che dei mezzi aerei, ma gli attaccanti furono nuovamente respinti.
Finora l'offensiva era stata condotta quasi esclusivamente dal V Corpo d'armata. Il comando repubblicano sembrava essere stato sorpreso dal suo successo iniziale, e c'era ovviamente una certa confusione tanto che lo spiegamento del XVIII Corpo d'armata fu ritardato. Questa confusione fu probabilmente aggravata dal fatto che molti non comunisti e ufficiali dell'esercito regolare vennero segnalati come essere scettici nei confronti dell'intera impresa, il che probabilmente li rese troppo cauti.
L'ala est pianificata per l'attacco avvolgente, da Carabanchel a sud di Madrid, non riuscì mai a rompere la linea nemica, nonostante i pesanti bombardamenti di artiglieria.

### 7 luglio
Il colonnello repubblicano Jurado dirottò la 15ª divisione per porre fine allo stallo a Villanueva de la Cañada e il battaglione britannico della 15ª brigata riuscì a liberare il villaggio dai nazionalisti entro le 7 del mattino del 7 luglio. I nazionalisti nei paesi vicini a Villanueva del Pardillo e Villafranca del Castillo continuarono a resistere.
Per consentire alla 15ª divisione di Gal di continuare verso Boadilla sul fianco sinistro repubblicano, la 10ª divisione al comando di Enciso attaccò la 12ª divisione di Asensio difendendo la cresta di Mocha. Le truppe nazionaliste furono respinte e ricacciate sulle colline vicino a Boadilla.
Fuori Brunete la giornata era trascorsa con scontri inconcludenti. I bombardamenti nel paesaggio arido, provocarono molti incendi.
L'insistenza repubblicana nel ridurre le sacche di resistenza, piuttosto che aggirarle, diede ai nazionalisti il tempo di far arrivare nuove riserve. Nel pomeriggio iniziarono ad arrivare aerei nazionalisti spostati dal fronte settentrionale, che entrarono immediatamente in azione. A Varela fu anche detto che tutti gli attacchi a nord erano stati sospesi, per consentire alle unità di terra di essere dirottate nel settore di Brunete.

### 8-9 luglio
Nella notte tra il 7 e l'8 luglio il generale Miaja impegnò la sua riserva, il XVIII Corpo d'armata, in un attacco verso est, in direzione del fiume Guadarrama che venne effettuato nelle ore mattutine. Dopo aver attraversato il fiume, la 15ª divisione attaccò le nuove posizioni fortificate detenute dalla 12ª divisione da due giorni. Tutti gli attacchi furono respinti e quando un attacco riuscì a far indietreggiare i difensori nazionalisti, un contrattacco eliminò rapidamente quanto guadagnato dai repubblicani. Nel frattempo, la posizione nazionalista nel villaggio di Quijorna, sul fianco destro repubblicano, continuò a resistere. L'attacco a sud di Madrid fu rinnovato, ma ancora una volta fallì. Niente di più venne realizzato da questa parte del piano.
Con l'attacco repubblicano sul fianco destro di Líster che rimaneva bloccato a Quijorna, Modesto ordinò alla 35ª divisione di assistere la 46ª divisione di El Campesino. L'intento originale della 35ª divisione era che venisse utilizzata a sostegno dell'attacco di Líster al centro. Senza la 35ª divisione, l'11ª divisione di Líster non sarebbe stata in grado di avanzare ulteriormente. La mattina del 9 luglio, due brigate repubblicane attaccarono Quijorna e, dopo aver subito pesanti perdite, riuscirono a sgomberare il villaggio dai difensori nazionalisti. Sul fianco sinistro repubblicano gli attacchi verso Boadilla del Monte inizialmente fecero progressi, ma anche se le unità d'assalto erano ben supportate da carri armati, auto blindate e aerei, le loro perdite furono così elevate che gli attacchi si arenarono. I combattimenti però continuarono, soprattutto su e intorno al cosiddetto Mosquito Ridge di fronte al villaggio.
Nel primo attacco l'aviazione repubblicana spagnola fu molto attiva, attaccando sia obiettivi terrestri che aeroporti controllati dai ribelli. Ma gli aerei repubblicani erano lenti e obsoleti, il che avrebbe assicurato alla  tedesca Legione Condor il controllo quasi totale dell'aria durante lo svolgimento della battaglia.

### 10-11 luglio
Il 10 luglio Villanueva del Pardillo venne conquistata dalla XII brigata internazionale della 69ª  divisione Durán, supportata da carri armati. Furono catturati circa 500 difensori con armi, munizioni e materiale bellico. Villafranca del Castillo venne lentamente circondata dalla 10ª divisione di Enciso e dalla 45ª divisione di Kléber. Il colonnello Jurado fece piani per un assalto al villaggio, l'11 luglio, ma si ammalò e fu sostituito dal colonnello Casado. Citando lo scarso morale e la stanchezza, Casado chiese di annullare l'attacco, ma il generale Miaja ordinò che l'attacco procedesse come previsto. In questo giorno il comunista afroamericano Oliver Law, comandante in carica della Brigata Abraham Lincoln, venne ucciso mentre guidava un attacco al Mosquito Ridge nel settore Boadilla del Monte.
I repubblicani riuscirono a intrappolare la guarnigione nazionalista a Villafranca del Castillo, costringendo il generale Varela a inviare la 5ª brigata di Navarra per alleviare la pressione. L'arrivo dei Navarresi fece pendere la bilancia a favore dei nazionalisti poiché i repubblicani furono costretti a lasciare le loro posizioni e fuggirono attraverso il fiume Guadarrama, ma un tentativo nazionalista di riconquistare Villanueva del Pardillo, l'11 luglio, fallì.
L'attività aerea era molto intensa, poiché sempre più unità aeree nazionaliste erano impegnate nella battaglia. Non era raro vedere aerei in gruppi di trenta o più apparire sul campo di battaglia e scontrarsi con squadroni altrettanto numerosi di avversari.

### 12-17 luglio
Poiché sul fronte minacciato erano arrivati grandi rinforzi nazionalisti terrestri e aerei, e poiché il previsto movimento a tenaglia dall'area di Carabanchel, a sud di Madrid, non era riuscito a fare alcuna impressione, l'offensiva repubblicana si stava chiaramente fermando. Alcuni attacchi diversivi minori furono ancora eseguiti, ma il 15 luglio il generale Miaja ordinò la fine dell'offensiva. Il maggiore George Nathan, un comandante di battaglione della XV Brigata Internazionale, venne ucciso, da frammenti di bombe, il giorno dopo. In quel momento, i repubblicani tenevano Brunete e avevano tagliato la strada per l'Estremadura. L'offensiva aveva effettivamente alleviato la pressione nazionalista sui Paesi Baschi, ed aveva dimostrato, ad amici e nemici, che le forze repubblicane stavano rapidamente aumentando sia in forza che in capacità. Allo stesso tempo i nazionalisti avevano impedito che le loro forze che assediavano Madrid fossero tagliate fuori e con l'arrivo dei rinforzi furono in grado di prepararsi al contrattacco.
Le forze repubblicane avevano subito grosse perdite, non solo per i combattimenti veri e propri, ma anche per il caldo estremo che, unito alla mancanza d'acqua, aveva messo fuori combattimento molti soldati. Molte brigate avevano perso tra il 40 e il 60% dei loro effettivi - uccisi, feriti, malati e dispersi - e si dice che una brigata (la XIV) avesse perso l'80% dei propri combattenti durante questa settimana.
I repubblicani esausti aspettarono il contrattacco nazionalista che sapevano probabilmente sarebbe arrivato.

## Contrattacco nazionalista
Il comandante nazionalista generale Varela pianificò di riprendersi il terreno perso con un attacco su tre punti. La forza principale era composta da circa 20 000 uomini, che avrebbero attaccato da ovest verso Quijorna. Allo stesso tempo un'altra forza di circa 10 000 uomini avrebbe colpito da est da Boadilla del Monte verso e oltre il fiume Guadarrama. Infine circa 8 000 uomini avrebbero attaccato anche da sud, verso la stessa Brunete.

### 18 luglio
La controffensiva iniziò quella mattina presto con un lungo sbarramento di artiglieria sulle linee del fronte repubblicano, insieme a pesanti attacchi aerei da parte delle unità aeree nazionaliste. Tuttavia i nazionalisti ottennero solo piccoli guadagni territoriali: il gruppo occidentale riuscì a catturare alcune colline a nord-ovest di Quijorna, mentre le forze orientali guadagnarono un po' di terreno a est del Guadarrama. Le truppe repubblicane difesero ostinatamente le loro posizioni. I combattimenti a ovest di Quijorna furono particolarmente feroci. Le unità repubblicane fecero diversi controassalti, cercando di riconquistare le colline che avevano perso. Anche i combattimenti aerei furono insolitamente pesanti, poiché entrambe le parti impiegarono un gran numero di aerei: una volta circa 80 aerei nazionalisti furono coinvolti in un massiccio duello con circa 60 avversari. In quel giorno il poeta britannico Julian Bell venne ucciso da frammenti di bombe, mentre guidava un'ambulanza per una unità medica britannica volontaria.

### 19-20 luglio
L'attacco su tre punti dei nazionalisti non riuscì a ottenere alcun guadagno sostanziale il 19 luglio, ma il giorno successivo le forze orientali, fortemente supportate da unità aeree, riuscirono a fare alcuni guadagni sul lato est, vicino al Guadarrama.

### 21-23 luglio
Per stabilizzare la situazione sul lato orientale Miaja ordinò un contrattacco lungo il Guadarrama, che portò a diversi giorni di aspri combattimenti nel caldo soffocante. Il terreno inizialmente preso dai nazionalisti, il 20 luglio, passò più volte di mano. Contemporaneamente tre brigate repubblicane, supportate da 20 carri armati, fecero una piccola avanzata da Las Rozas verso sud-est. Mentre la battaglia infuriava sul fianco orientale, le forze repubblicane sul lato ovest mantennero la loro posizione, nonostante i pesanti attacchi concentrati principalmente sul terreno intorno a Quijorna. Tuttavia, il 23 luglio forze orientali fecero finalmente un importante passo avanti e riuscirono a farsi strada attraverso il Guadarrama, vicino al luogo in cui il piccolo Aulencia sfocia nel fiume più grande.

### 24-25 luglio
Il 24 luglio i nazionalisti iniziarono ad attaccare sul serio da sud verso Brunete. Erano riusciti a concentrare circa 65 batterie di artiglieria in questa parte del fronte, contro appena 22 dei repubblicani. Con questo supporto più i bombardamenti aerei, i nazionalisti fecero breccia nelle linee repubblicane a sud della città. Un contrattacco sostenuto dai carri armati non ebbe successo. Nel pomeriggio gli aggressori entrarono a Brunete, mentre i resti dell'undicesima divisione di Líster si erano ritirati in posizioni appena a nord della città, raggruppati intorno al cimitero. Allo stesso tempo, il gruppo est nazionalista riuscì ad allargare la breccia sul Guadarrama. Miaja fece arrivare rinforzi da Madrid, e la 14ª divisione repubblicana comandata da Cipriano Mera fece un altro contrattacco, ma fallì, e il 25 luglio i difensori dell'11ª divisione intorno e nel cimitero - che includeva lo stesso comandante di divisione Líster - si ritirarono dalle loro posizioni. Dopo questo non ci furono più attacchi su larga scala nella battaglia - tranne alcuni inutili tentativi repubblicani di contrattacco - e il combattimento si esaurì. Varela voleva continuare i suoi attacchi ma Franco gli ordinò di fermarsi in modo che le truppe potessero essere spostate a nord per l'inizio dell'offensiva contro il porto strategicamente importante di Santander. Il 25 luglio la fotografa di guerra tedesca Gerda Taro rimase ferita a morte quando l'auto su cui viaggiava venne investita da un carro armato repubblicano più o meno fuori controllo a causa di un attacco aereo nazionalista.
Durante gli ultimi giorni della battaglia ci furono chiari segni di cedimento del morale da parte repubblicana, sia per l'esaurimento che per le perdite spesso terribili. Anche tra le Brigate Internazionali di volontari c'erano brontolii, insubordinazione e totale diserzione.

## Conseguenze
Alla fine della battaglia, i repubblicani non riuscirono a tagliare la strada per l'Estremadura, ma mantennero comunque Villanueva de la Cañada, Quijorna e Villanueva del Pardillo. Da questo punto di vista, entrambe le parti poterono rivendicare la vittoria.
Le perdite di uomini e attrezzature nella battaglia furono molto più pesanti per i repubblicani che per i nazionalisti. In effetti, l'esercito repubblicano perse gran parte del suo equipaggiamento indispensabile e così tanti dei suoi migliori soldati nelle Brigate Internazionali tanto che la battaglia può essere vista come una strategica vittoria nazionalista.
Politicamente, i comunisti subirono una perdita ma ottennero un risultato di prestigio perché l'offensiva era riuscita a fermare le truppe nazionaliste dal completare la conquista del nord.
Le azioni condotte a Brunete, per i nazionalisti, permisero ai tedeschi di acquisire favorevoli concessioni commerciali per la Legione Condor. I nazionalisti concessero lo status di nazione più favorita alla Germania e acconsentirono a inviare materie prime in Germania come rimborso del debito contratto.
Successivamente la battaglia fu commemorata nel nome dato alla I divisione corazzata "Brunete", costituita a metà degli anni 1940.